# يانيك غرين
يانيك غرين (بالدنماركية: Jannick Green)‏ مواليد 29 سبتمبر 1988، هو لاعب كرة يد دانمركي يلعب كحارس مرمى. يلعب حاليا مع نادي ماغديبورغ لكرة اليد ويحمل الرقم 16. مثل منتخب الدنمارك لكرة اليد. شارك في دورة الألعاب الأولمبية الصيفية سنة 2016.

## سجل المنافسة
شارك في البطولات التالية:
- بطولة العالم لكرة اليد للرجال 2015
- بطولة أوروبا لكرة اليد للرجال 2014
- الألعاب الأولمبية الصيفية 2016

## الميداليات
| الميدالية | المسابقة                           |
| --------- | ---------------------------------- |
| ذهبية     | الألعاب الأولمبية الصيفية 2016     |
| فضية      | بطولة العالم لكرة اليد للرجال 2013 |
| فضية      | بطولة أوروبا لكرة اليد للرجال 2014 |

## روابط خارجية
- يانيك غرين على موقع الاتحاد الأوروبي لكرة اليد (الإنجليزية)
- يانيك غرين على موقع أوليمبيديا (الإنجليزية)